# Placerville, Kalifornien
Placerville är en stad (city) i El Dorado County, i delstaten Kalifornien, USA. Enligt United States Census Bureau har staden en folkmängd på 10 383 invånare (2011) och en landarea på 15,1 km². Placerville är huvudort i El Dorado County.